# 泰格島

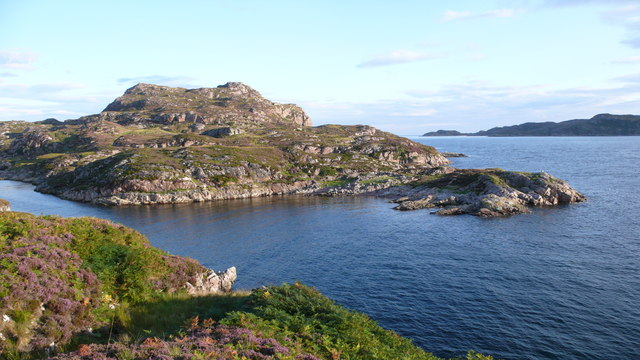

泰格島是蘇格蘭的島嶼，位於南羅納島和拉賽島之間的大西洋海域，屬於內赫布里底群島的一部分，面積0.54平方公里，最高點海拔高度111米。
57°30′40″N 6°0′10″W / 57.51111°N 6.00278°W